# DanceLife
DanceLife (även känt som J.Lo's DanceLife) är ett amerikanskt realityprogram med inriktning på dans skapat av Jennifer Lopez (som även var exekutiv producent för programmet) och syskonen Maurissa och Kevin Tancharoen som sändes på MTV under 2007. I serien får man följa sju stycken dansare som strävar efter att få komma in i den professionella dansens värld samt att "försöka" ta sig hela vägen till Hollywood. Bland alla de sju deltagarna syns bland annat Blake McGrath och Kenny Wormald. 
DanceLife hade premiär på MTV den 15 januari 2007 och avslutades sedan därefter den 5 mars samma år. Programmet gästades även av kända profiler som Ashlee Simpson, Nelly Furtado, Mary J. Blige, Omarion, The Pussycat Dolls och Ashley Roberts.